# Calera
Calera là một đô thị thuộc bang Zacatecas, México. Năm 2005, dân số của đô thị này là 36106 người.